# Charles-Gustave Kuhn
Charles-Gustave Kuhn   (Zúric, 28 d'abril de 1889 - Zúric, 18 de desembre de 1952) va ser un genet suís que va competir durant la dècada de 1920.
El 1928 va prendre part en els Jocs Olímpics d'Amsterdam, on va disputar dues proves del programa d'hípica. En el concurs de salts d'obstacles individual guanyà la medalla de bronze, mentre en el concurs de salts d'obstacles per equips fou vuitè. En ambdues proves muntà el cavall Pepita.